# Abutre-do-egito

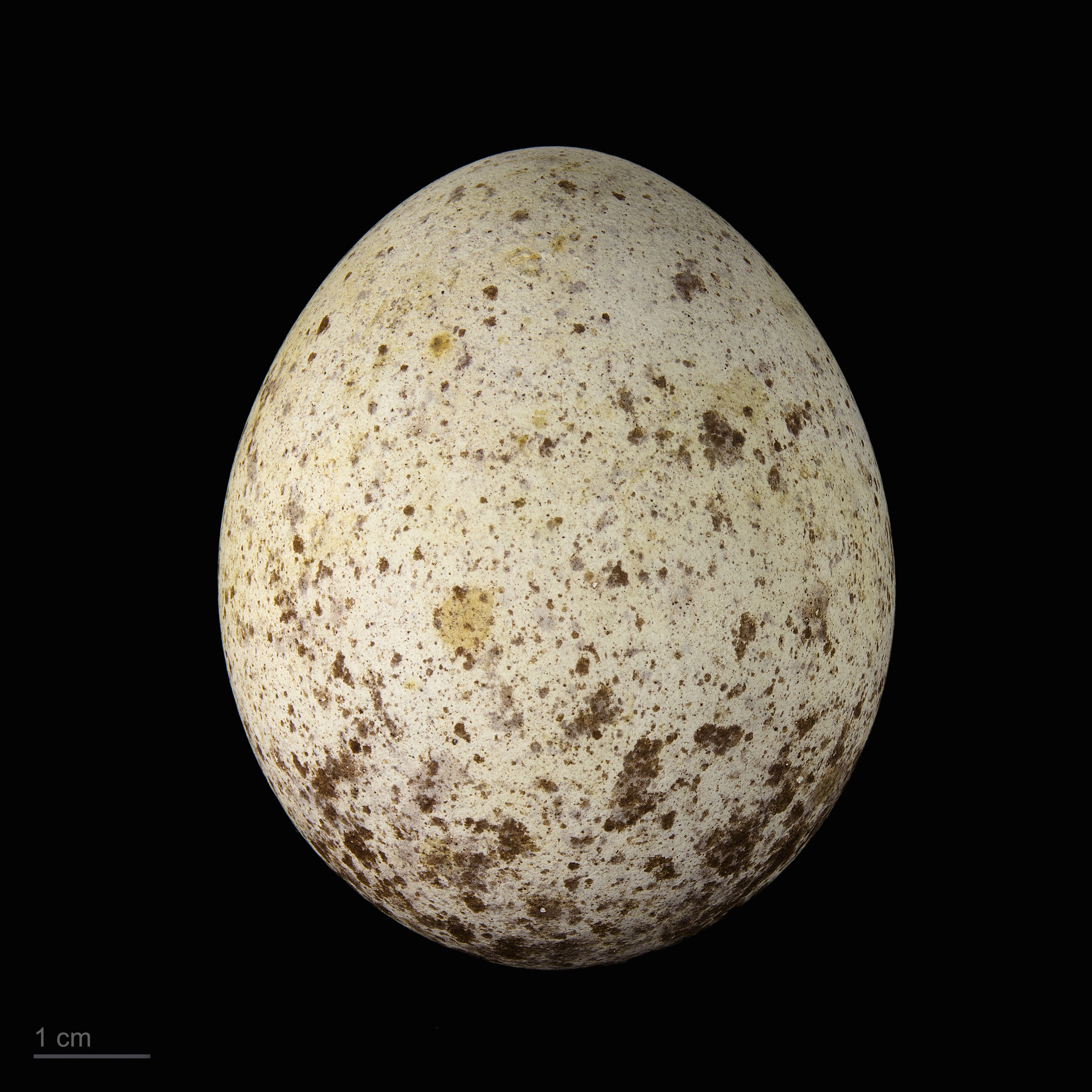
Neophron percnopterus - MHNT

Abutre-do-egipto ou britango (Neophron percnopterus) é um abutre encontrado na Europa, Ásia e África. Tais abutres possuem plumagem branca e pescoço emplumado. Também são conhecidos pelos nomes de abanto, britango, abutre-branco-do-egito e galinha-de-faraó.